# Carbó animal

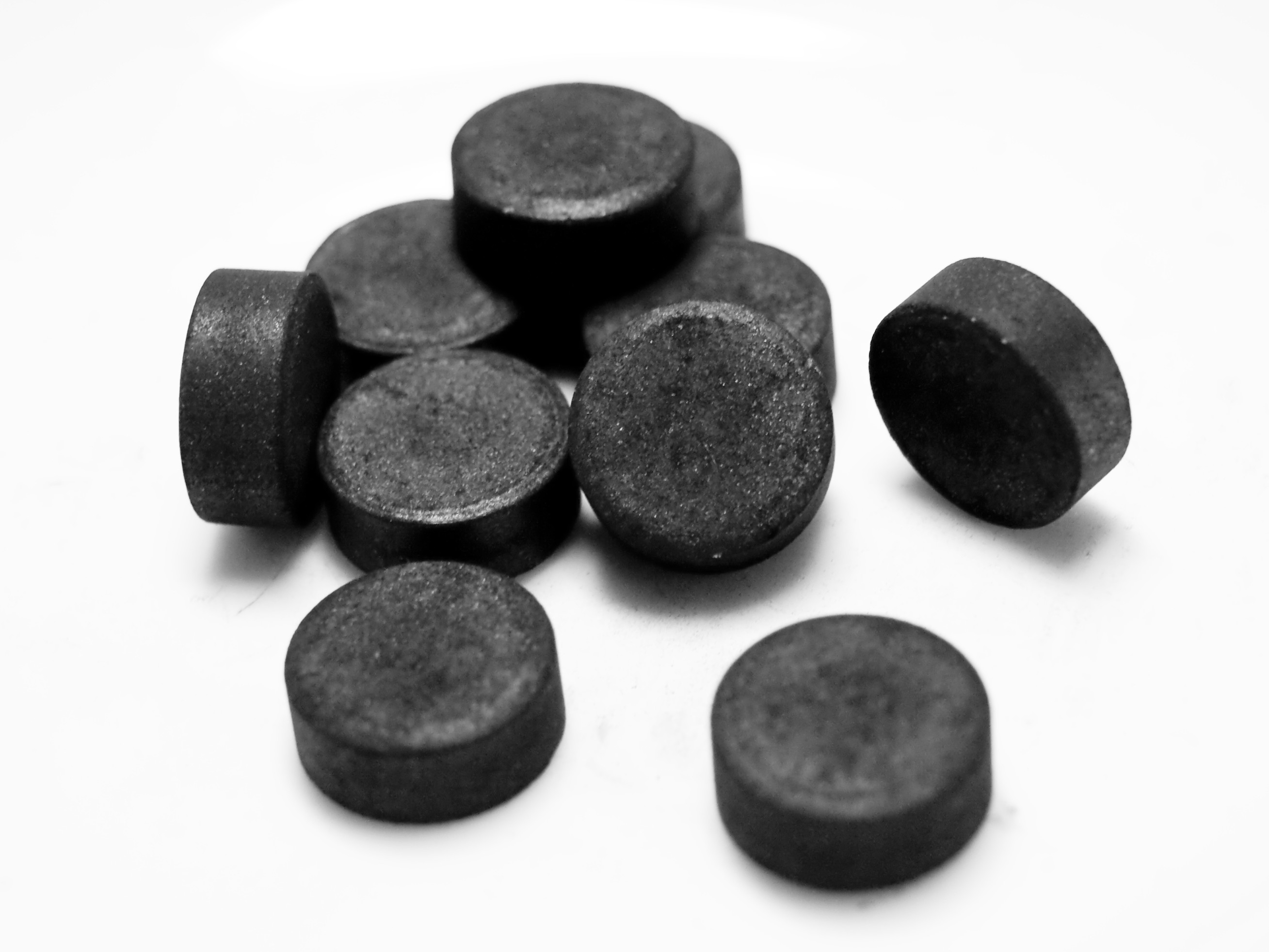
Pastilles de carbó animal.

El carbó animal és aquell obtingut mitjançant la destil·lació seca o combustió incompleta en absència d'aire d'ossos d'animals sense greix. Té aproximadament un 10% de carboni i té gran absorbència. És un material granular produït a través de la carbonització d'ossos d'animals. Per prevenir la propagació de la malaltia de les vaques boges, el crani i la columna no s'utilitzen mai. Els ossos s'escalfen a altes temperatures en el rang de 400 °C a 500 °C (752 a 932 °F).

## Usos[1]
- Com decolorant de líquids, especialment begudes.
- En el refinament de sucre i en el processament de la melassa.
- En la de-fluorització de l'aigua.
- En l'eliminació de metalls pesants de solucions aquoses